# Rik Daems
Pour les articles homonymes, voir Daems.
 (avril 2023).
Si vous disposez d'ouvrages ou d'articles de référence ou si vous connaissez des sites web de qualité traitant du thème abordé ici, merci de compléter l'article en donnant les références utiles à sa vérifiabilité et en les liant à la section « Notes et références ».
Hendrik Jules Joseph Daems, dit Rik Daems, né le 18 août 1959 à Aarschot, est un peintre, entrepreneur et homme politique belge flamand. Membre du parti libéral-démocrate flamand Open Vld, il est élu président de l'Assemblée parlementaire du Conseil de l'Europe (APCE) en janvier 2020. Il occupe la fonction pour deux mandats annuels.

## Biographie

### Débuts de carrière
Fils de Jos Daems, sénateur et secrétaire d'État sous Edmond Leburton (1973-1974), Rik Daems dirige une société de négoce de vins héritée de son père ainsi qu'un commerce d'art. De 1989 à 1994, il est bourgmestre de la ville d'Aarschot à l'image de son père (1977-1982), puis vice-président du parti libéral-démocrate flamand VLD de 1994 à 1999.

### Carrière nationale
De 1999 à 2003, il est ministre des Télécommunications et des entreprises et participations publiques dans le premier gouvernement de Guy Verhofstadt. Lors de ce mandat, à partir de fin 2001, il est vivement critiqué pour son rôle plutôt ambigu dans la faillite de la Sabena.
En 2003, il devient le chef des députés VLD à la Chambre des représentants. Le 10 janvier 2006, il annonce qu'il renonce temporairement à cette fonction à la suite des révélations par la presse de sa relation avec Sophie Pécriaux, également députée fédérale à ce moment-là. Celle-ci est membre du Parti socialiste francophone, souvent critiqué par les médias flamands. Rik Daems l'épouse et continue à siéger comme député VLD en exerçant la fonction de questeur de 2007 à 2010.
Élu sénateur en 2010, il est élu conseiller de Louvain aux élections communales de 2012. Le 25 mai 2014, il est élu au Parlement flamand lors des élections régionales. Il est ensuite désigné par le Parlement flamand comme sénateur.

### Carrière européenne
En 2020, il est élu président de l'Assemblée parlementaire du Conseil de l'Europe, organe qui regroupe des parlementaires de 46 pays européens. Il est membre de la délégation belge à l'Assemblée depuis 2007, ainsi que président de l'Alliance des démocrates et des libéraux pour l'Europe à partir de 2017.

## Décoration
Le 13 juillet 2023, Rik Daems est nommé au grade de chevalier dans l'ordre national de la Légion d'honneur.